# Château de Rastignac
Pour les articles homonymes, voir Rastignac.
Le château de Rastignac est un château français construit entre 1811 et 1817 par l'architecte Mathurin Salat (dit Blanchard) sur la commune de La Bachellerie en Dordogne. 
Le château et son parc font l'objet d'un classement au titre des monuments historiques.

## Présentation

### Le modèle de la Maison-Blanche?

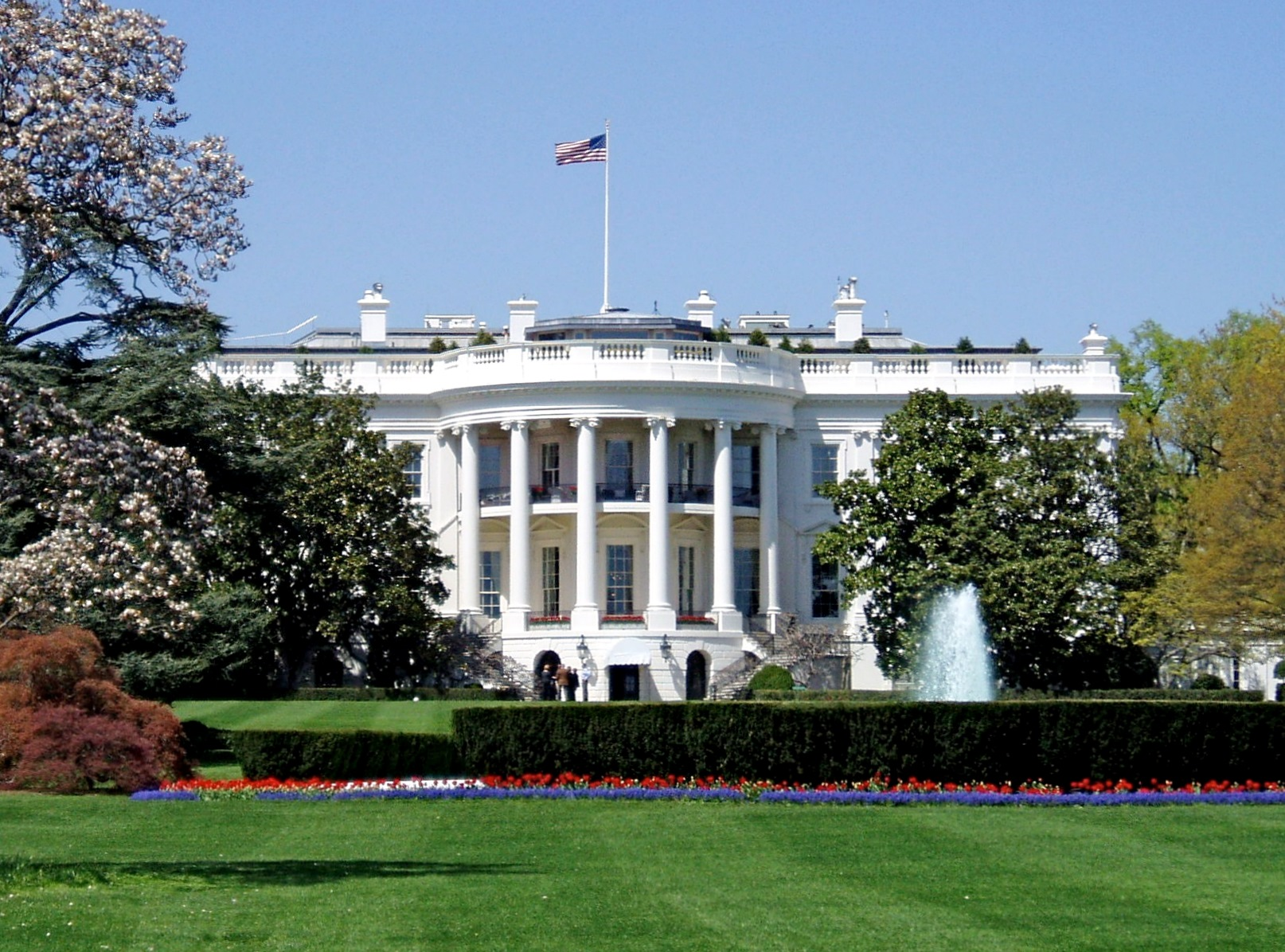
La Maison-Blanche

La particularité du château de style palladien est de ressembler à la façade Sud de la Maison-Blanche de Washington, dont le portique fut construit en 1829.
En 1971, pour trancher la question, un citoyen américain, M. Leslie-E. Acsay, avait offert un prix de 1 000 francs pour trouver la date de construction et l'architecte du château. Le prix a été remporté en 1972 par le conservateur des Archives départementales de la Dordogne, Noël Becquart, grâce à son étude parue dans le Bulletin de la Société historique et archéologique du Périgord (SHAP). Il a pu étudier les cinq cahiers du régisseur pour les années 1811 à 1817 conservés dans les Archives départementales de la Dordogne qui permettent de suivre l'avancement des travaux.
Certains historiens pensent que l’origine de cette similitude serait un dessin de l’architecte Charles-Louis Clérisseau qui était un ami de Thomas Jefferson quand il était ambassadeur des États-Unis à Paris.
Selon d'autres, il fut édifié sur les assises du château féodal des marquis du lieu et achevé vers 1820 d'après les plans ayant servi à édifier le château du duc de Leinster à Dublin (fin XVIIIe siècle), puis la résidence du président des États-Unis d'Amérique.
Il pourrait aussi s'agir d'un simple plagiat ; dans les années 1780, le marquis de Chapt de Rastignac a pour projet de faire reconstruire le château et fait établir des plans par un architecte qui est appelé Blanchard, de son nom, Mathurin Salat (et non Jean Luc Blanchard), peut-être par Charles-Louis Clérisseau.
Après la Révolution de 1789, le gentilhomme doit fuir la France pour l'Allemagne en 1791 pour éviter la guillotine ; il entre dans l'armée des princes. Il revient en France et devient en 1809 président du collège électoral du Lot, en 1817 député du Lot, en 1823 pair de France, et meurt en 1833. 
Le projet démarre en 1811 par des démolitions pour une construction entre 1812 et 1817. Le château, de style néo-classique, est reconstruit par l'architecte-entrepreneur Mathurin Salat, dit Blanchard. Les cahiers du régisseur donnent un coût de construction du seul château de 4 000 francs, sans tenir compte du jardin "à l'Anglaise". Deux noms sont cités : Jean Delmas, maçon entrepreneur qui a reçu près de 4 000 francs et Blanchard, désigné une fois comme architecte, qui est payé 3 160 francs ; ce dernier n'apparaît plus dans ces cahiers après octobre 1815, quand le gros-œuvre est terminé.
Thomas Jefferson était à Bordeaux en 1789 et y a visité l'école d'architecture où une copie des plans avait été déposée et à cette occasion aurait pu voir les plans du futur château de Rastignac, et s'en inspirer à son retour aux États-Unis.
Un reportage télévisé sur TF1 du 31 octobre 2006 soutient cette thèse, à savoir que Rastignac aurait été le modèle pour la conception de la Maison-Blanche, Jefferson y ayant séjourné lors d'une visite en France, travail appuyé par les recherches d'un historien.
Or, la Maison-Blanche a été construite à partir de 1792 par Hoban, puis reconstruite après 1814 ;  sa colonnade imaginée par Jefferson en 1792, n'est réalisée qu'en 1824 par Latrobe.
De passage à Bordeaux en 1787, Thomas Jefferson n'a pu rencontrer pour alimenter sa réflexion architecturale que des architectes liés à Victor Louis, auteur en 1787 des plans du château du Bouilh : deux pavillons réunis par une colonnade qui s'incurve et devient dans son centre un pavillon circulaire. 
Un autre architecte bordelais, Louis Combes (1754-1818), imagina avant 1789 un château bâti sur une falaise creusée de "loggias" et comprenant deux pavillons d'où partent des colonnades disposées en courbe (plans non réalisés). 
On peut aussi citer le château Peychotte, une folie construite entre 1785 et 1789 par l'architecte Jean-Baptiste Dufart (1752-1820). 
Quand commence la construction du château de Rastignac, l'architecte Combes a entrepris la réalisation de château Margaux ; cet architecte est celui du département de la Dordogne et travaille à Périgueux.
Il ne semble donc pas que l'origine du château soit à chercher à Bordeaux, mais plutôt à Paris. Ce type de bâtiment avec des colonnes et un bombement central sous coupole se retrouve dans l'architecture néoclassique :
- château de Montmusard, par Charles De Wailly, en 1766 ;
- intendance de Franche-Comté, à Besançon, par Victor Louis, en 1774 ;
- projet de pavillon pour Catherine II, en 1776 ;
- hôtel de la préfecture du Cantal, à Aurillac, construit entre 1798 et 1811 suivant les plans de l'ingénieur en chef des Ponts et Chaussées Lallié.
Le bâtiment qui peut conduire à la Maison-Blanche comme au château de Rastignac pourrait être l'hôtel Thellusson, luxueux édifice néo-palladien bâti de 1778 à 1780 à Paris par Claude-Nicolas Ledoux (détruit en 1826) qui était considéré comme son chef-d'œuvre, "si neuf et surprenant que, dit-on, on prenait des billets pour le visiter".
Il est aussi possible que le concepteur de Rastignac soit son propriétaire qui aurait fait une synthèse des formes architecturales  vues au cours de ses voyages, comme l'a fait Thomas Jefferson pour la Maison Blanche ; Blanchard n'aurait alors que "mis au net" et réalisé les idées du marquis.

### Historique
On trouve des traces d'un château nommé « Hospitium de Rastinhaco » datant de 1483.
En 1572, le château est incendié à la suite de la condamnation de ses propriétaires, Raymond Chapt de Rastignac et ses deux frères, au cours des « Grands jours de Périgueux ».
Il est remplacé par la demeure actuelle, construite entre 1811 et 1817  à l'initiative de Pierre Chapt de Rastignac,.

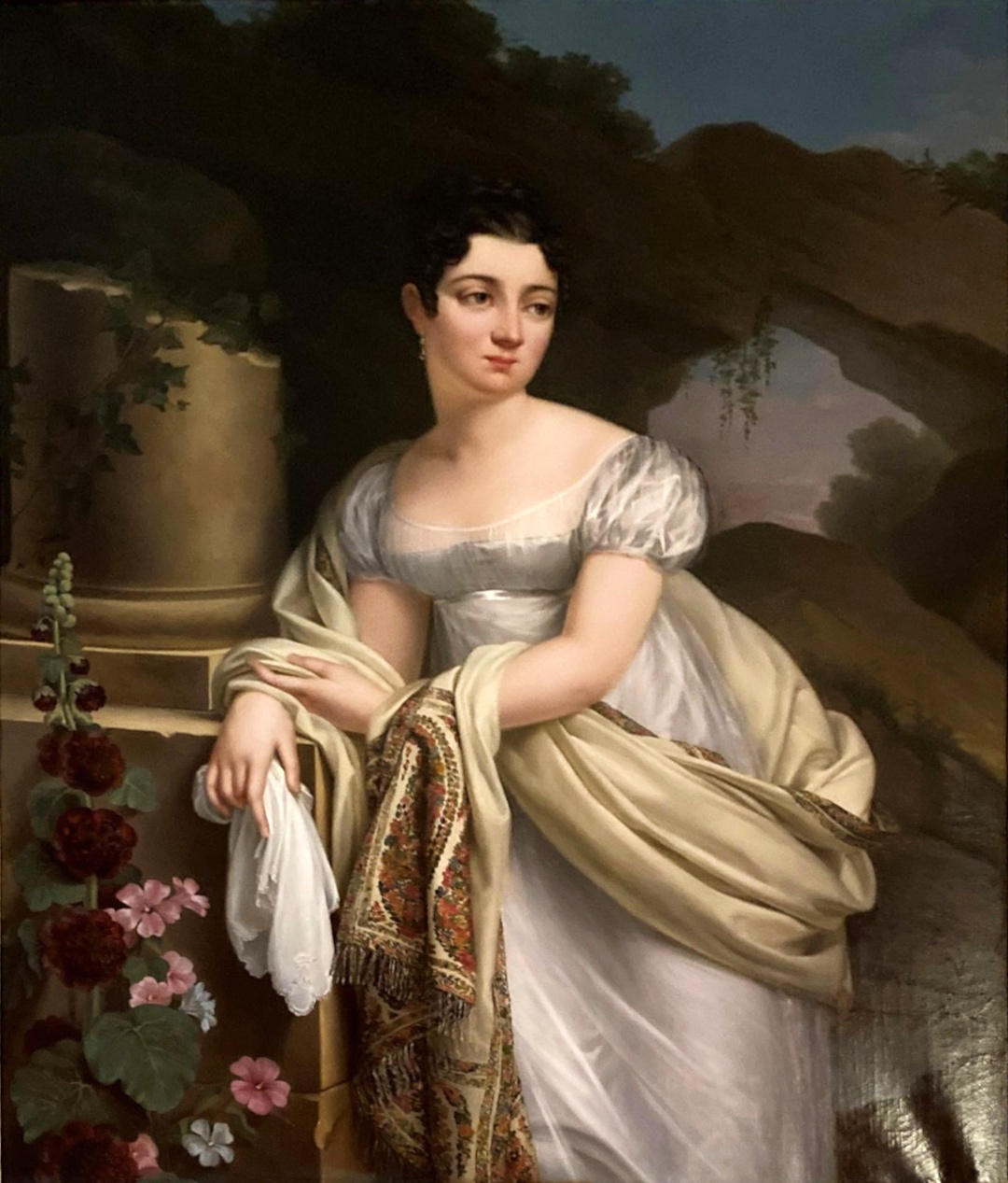
Portrait de Zénaïde Chapt de Rastignac, duchesse de La Rochefoucauld, peint en 1817 par Edmée Brucy.

En 1817, Zenaïde Chapt de Rastignac (1798-1875) apporta le château en dot à François Marie de La Rochefoucauld, duc de Liancourt ; leur fils Pierre le vendit en 1878 à Auguste de Peyronny, qui le transmit à son fils Henri-Marie Georges de Peyronny et lui même à son neveu peu avant sa mort, en 1921, le capitaine de vaisseau (ER) Octave Lauwick (mort en 1940 à 82 ans) et son épouse. 
Le 30 mars 1944, le château est brûlé par les troupes allemandes de la division Brehmer à la suite d’une opération de représailles contre la Résistance, et les 33 tableaux de collection de la galerie Bernheim-Jeune qui y étaient cachés depuis le début de la guerre ont disparu (parmi lesquelles des Cézanne, des Manet, des Renoir, des Toulouse-Lautrec, un Matisse et un van Gogh). Dans son récit Les inoubliables, Jean-Marc Parisis revient très précisément sur cette ténébreuse affaire et ses suites.
En 1952, le château est restauré par l'architecte en chef des monuments historiques Yves-Marie Froidevaux.
Cléo de Mérode, rivale de Sarah Bernhardt, y séjourna, alors qu'il appartenait aux Lauwick.
Après des années d'abandon où le château subit des pillages et se détériore gravement, sept Néerlandais le rachètent en copropriété en l'an 2000, le scindant en autant de logements, cinq dans l'édifice proprement dit, et deux dans l'orangerie.

## Classement
Les façades et toitures du château, les communs et le parc sont classés monuments historiques par arrêté du 16 janvier 1946. Le vestibule et l'escalier de pierre sont également classés par arrêté du 15 juin 1951.